# 中本真吾
中本真吾（なかもと しんご、1971年10月29日 - ）は日本のタレント。仲本真悟に５年間改名　現在は本名に戻している。

## 来歴
- NACタレントセンターに所属していたときに、劇団SEEDを立ち上げる。
- テレビ新広島「どっこい神田の日めくりテレビ」でレポーターデビュー。
- 広島テレビ「こちらマル○生活研究所」レポーター。
- 広島テレビ「テレビ宣言にゅー」レポーター。
- 広島テレビ「中町スタイル」で司会を担当する。
- 中国電力提供番組「パパは電化シェフ!」でパパ役として出演する。

現在は広告会社　有限会社大蔵笑 代表取締役、その他各企業の顧問や広報室を担当。
NHK「てっぱん」にも出演